# George Dekker
George Gilbert Dekker (* 8. September 1934 in Long Beach, Kalifornien; † 25. Februar 2010 in Stanford) war ein amerikanischer Literaturwissenschaftler.

## Laufbahn
Dekker studierte zunächst an der Tulane University in New Orleans, dann an der University of California, Santa Barbara (B.A. 1955, M.A. 1958). Anschließend ging er nach Europa und studierte an der University of Cambridge (MLitt 1961), 1961–62 dann am Trinity College (Dublin). Seine Lehrtätigkeit begann er 1962 an der University of Wales in Swansea. 1964 wechselte er zur neugegründeten University of Essex, wo er auch promovierte (Ph.D. 1969). 1969–71 war er hier auch Dekan des Fachbereichs für Vergleichende Literaturwissenschaft. 1972 wechselte er zur Stanford University, wo er 1978–1981 sowie 1984–85 Vorsitzender des Fachbereichs für Englische Literatur war. Hier lehrte er noch nach seiner Emeritierung, auch nach seiner Krebsdiagnose im Jahr 2002.
Sein erstes Buch widmete sich den Cantos Ezra Pounds, seine späteren Veröffentlichungen haben vor allem die Literatur der englischen und amerikanischen Romantik zum Gegenstand. Sein letztes Buch Touching Fire ist ein autobiographischer Bericht über die Zeit, als er in seiner Jugend als Feuerwehrmann gegen Waldbrände in Nordkalifornien eingesetzt wurde.

## Werke
- Sailing After Knowledge: The Cantos of Ezra Pound. Routledge & Kegan Paul, London 1963.
- James Fenimore Cooper: The Novelist. Routledge & Kegan Paul, London 1967. Amerikanische Ausgabe erschienen als: James Fenimore Cooper: The American Scott. Barnes & Noble, New York 1967.
- (Hrsg. mit John Probasco McWilliams): Fenimore Cooper: The Critical Heritage. Routledge & Kegan Paul, London und Boston 1973; erweiterte Ausgabe: Routledge, London 1997. ISBN 0-585-46762-5
- Coleridge and the Literature of Sensibility. Barnes & Noble, New York 1978. ISBN 0-06-491655-3
- (Hrsg.): Donald Davie and the Responsibilities of Literature. Carcanet New Press, Manchester 1983. ISBN 0-85635-466-X
- The American Historical Romance. Cambridge University Press, Cambridge 1990; Reprint 2002. ISBN 0-521-33282-6
- The Fictions of Romantic Tourism: Radcliffe, Scott and Mary Shelley. Stanford University Press, Stanford CA 2005. ISBN 0-8047-5008-4
- Touching Fire: A Forestry Memoir. Patsons Press, Sunnyvale CA 2008. ISBN 978-0-9745404-8-1